# Tơ cơ

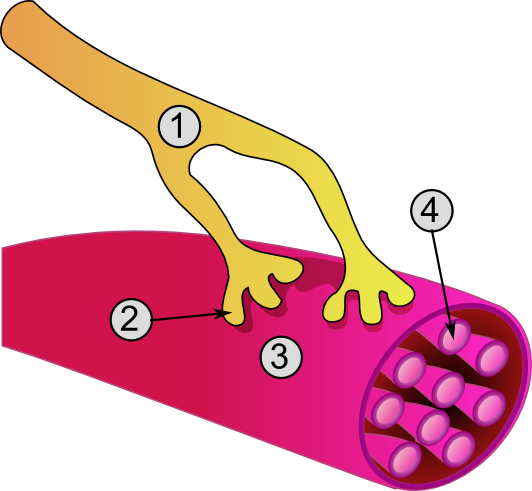
1. Sợi thần kinh
2. Khớp thần kinh-cơ
3. Sợi cơ
4. Tơ cơ

Trong cơ tương (sarcoplasm) có rất nhiều tơ cơ (myofibril). Mỗi sợi cơ chứa khoảng vài trăm đến vài ngàn tơ cơ. Mỗi tơ cơ lại gồm khoảng 1500 sợi myosin và 3000 sợi actin. Đó là những protein trùng hợp có tác dụng gây co cơ. Sợi myosin là sợi dày còn sợi actin là sợi mỏng. Sợi myosin và sợi actin cài vào nhau một phần làm cho tơ cơ có những dải tối và sáng xen kẽ. Dải sáng chỉ gồm sợi actin gọi là băng I, đẳng hướng với ánh sáng phân cực. Dải tối chứa sợi myosin và các đầu cuối sợi actin cài vào giữa sợi myosin. Dải tối gọi là băng A, ở phần giữa băng A có một vùng sáng gọi là vùng H. Từ hai bên của sợi myosin (trừ ở chính giữa sợi) có những phần nhô ra được gọi là cầu nối (cross bridge). Chính sự tác động qua lại giữa các cầu nối này với các sợi actin đã gây ra co cơ.
Những đầu cuối của các sợi actin gắn vào vạch Z. Từ vạch này, các sợi actin đi về hai phía và cài vào giữa các sợi myosin. Vạch Z có nhiệm vụ gắn các tơ cơ của sợi cơ lại với nhau làm cho sợi cơ cũng có những dải sáng và tối. Vì vậy cơ xương và cơ tim đều có vân. Phần của tơ cơ (hoặc của toàn bộ sợi cơ) nằm giữa hai vạch Z liên tiếp được gọi là các đơn vị tơ cơ (sarcomere). Khi sợi cơ ở trạng thái bình thường, chiều dài của đơn vị tơ cơ vào khoảng 2 micromet.

## Hình ảnh
